# Liste der Kulturgüter in Beggingen
Die Liste der Kulturgüter in Beggingen enthält alle Objekte in der Gemeinde Beggingen im Kanton Schaffhausen, die gemäss der Haager Konvention zum Schutz von Kulturgut bei bewaffneten Konflikten, dem Bundesgesetz vom 20. Juni 2014 über den Schutz der Kulturgüter bei bewaffneten Konflikten sowie der Verordnung vom 29. Oktober 2014 über den Schutz der Kulturgüter bei bewaffneten Konflikten unter Schutz stehen.
Objekte der Kategorie A sind im Gemeindegebiet nicht ausgewiesen, Objekte der Kategorie B sind vollständig in der Liste enthalten, Objekte der Kategorie C fehlen zurzeit (Stand: 1. Januar 2023).

## Kulturgüter
| Foto |                                                                       | Objekt                                                                                                | Kat. | Typ | Standort                        | Beschreibung                                                                 |
| ---- | --------------------------------------------------------------------- | --- | ---- | --- | ------------------------------- | ---------------------------------------------------------------------------- |
| BW   | Datei hochladen · Wikidata zu Erdburg, Chollgruben (Q29787040)        | Kohlgruben, mittelalterliche Funde und Erdwerk unbekannter Zeitstellung KGS-Nr.: 04319                | B    | F   | 682550 / 289830                 |                                                                              |
| BW   | Datei hochladen                                                       | Schlatterhof, römischer Gutshof KGS-Nr.: 06686                                                        | B    | F   | 682500 / 292800                 |                                                                              |
| ja   | Datei hochladen · Wikidata zu Ruine Randenburg (Q2175392)             | Randenburg, mittelalterliche Burgruine KGS-Nr.: 06767                                                 | B    | F   | 682492 / 289579                 | Das Objekt liegt zum Teil auf dem Gemeindegebiet von Schleitheim (Nr. 6722). |
| BW   | Datei hochladen                                                       | Weinwarm / Schwedenschanze, bronzezeitliche Funde und Erdwerk unbekannter Zeitstellung KGS-Nr.: 06830 | B    | F   | 684150 / 292450                 |                                                                              |
| ja   | Datei hochladen · Wikidata zu Reformierte Kirche (Q29787044)          | Reformierte Kirche KGS-Nr.: 10885                                                                     | B    | G   | Bohlgass 15.2 682089 / 291363   |                                                                              |
| BW   | Datei hochladen · Wikidata zu Speicher / Wohnhaus 16. Jh. (Q29787045) | Speicher / Wohnhaus 16. Jh. KGS-Nr.: 14115                                                            | B    | G   | Bohlgass 12 682133 / 291351     |                                                                              |
| BW   | Datei hochladen · Wikidata zu Wohnhaus mit Scheune (Q29787047)        | Wohnhaus mit Scheune KGS-Nr.: 14116                                                                   | B    | G   | Bückli 7 682406 / 291266        |                                                                              |
| BW   | Datei hochladen · Wikidata zu Kehlhof Baugruppe (Zeile) (Q29787042)   | Kehlhof Baugruppe KGS-Nr.: 14118                                                                      | B    | G   | Bohlgass 15, 19 682145 / 291374 |                                                                              |
| ja   | Datei hochladen · Wikidata zu Aalt Gmaandhus (Q29787039)              | Aalt Gmaandhus KGS-Nr.: 14537                                                                         | B    | G   | Zollstrasse 2 682355 / 291297   |                                                                              |